# Magda Olivero
Magda Olivero, nombre artístico de Maria Maddalena Olivero, (Saluzzo, 25 de marzo de 1910 - Milán, 8 de septiembre de 2014) fue una soprano italiana, considerada una de las más grandes cantantes de ópera verista y especialmente recordada en el papel de Adriana Lecouvreur, de Francesco Cilea.

## Biografía
Sus primeros profesores encontraron su voz deficiente. No obstante, ella perseveró, continuando sus estudios con Luigi Gerussi. 
Hizo su debut el año 1932, en la radio de Turín, con el oratorio de Cattozzo I misterio dolorosi. Actuó de manera creciente hasta 1941, en que se casó y se retiró de los escenarios. 
Volvió diez años después, a petición de Francesco Cilea, que le pidió que cantara el papel protagonista de su ópera Adriana Lecouvreur.
Desde 1951 hasta su retirada definitiva, cantó en teatros de ópera del mundo. En su regreso a los escenarios, su voz parecía más apasionada y expresiva, así como más potente que antes. Entre sus mejores papeles hace falta destacar las protagonistas de Adriana Lecouvreur, Iris, Fedora, La Bohème, La fanciulla del West, La Traviata, La Wally, Madama Butterfly, Manon Lescaut, Mefistófeles, Francesca da Rimini y Turandot (como Liú).
Cantó la Medea de Luigi Cherubini en Dallas en 1967. 
En 1975, habiendo sido durante dos décadas una estrella internacional y cuarenta y dos años después de su debut en Turín, hizo su debut en el Metropolitan Opera House con una sensacional Tosca que fue coronada con una ovación de veinte minutos.
Sus últimas actuaciones tuvieron lugar en marzo de 1981 en la ópera La voz humana (La voix humaine) de Francis Poulenc, anteriormente cantó La visita de la vieja dama de von Einem.
Así, coronó una carrera de medio siglo en los escenarios líricos.
Continuó cantando música religiosa a nivel local y, también en la década de 1980 grabó algunas arias. Estas grabaciones muestran que, a pesar de que la voz ha envejecido, los recursos interpretativos y el aplomo técnico nunca la abandonaron. Afortunadamente, existen grabaciones suyas de óperas completas así como de árias y escenas.
La voz de Olivero es a la vez rica y bella, a pesar de que quizás es difícil de apreciarlo al principio. No siempre conseguía emitir sonidos convencionalmente bellos, pero siempre era expresiva. La expresividad fue siempre su punto fuerte. Su voz impresiona por su capacidad para capturar cada emoción con una intensidad particular. Olivero, quizás más que cualquier otra cantante, podía modular el tono de su voz según el significado del texto. 
Como Maria Callas y Leyla Gencer, poseyó la capacidad innata de dominar drama y música en un todo uniforme haciendo de ella una de las más grandes artistas líricas de todo los tiempos. 
Sus únicas grabaciones fonográficas de estudio fueron: Turandot (como Liù, con Gina Cigna, para Cetra, 1938), Fedora (con Mario del Monaco y Tito Gobbi, dirigidos por Lamberto Gardelli, para Decca, 1969) y fragmentos de Francesca da Rimini (con Mario del Monaco, dirigidos por Nicola Rescigno, para Decca, 1969).

## Discografía
- Giacomo Puccini, Turandot - Cigna, Olivero, Meli, Dir. Franco Ghione - Torino 1938

- Pietro Mascagni, Iris - Olivero, Puma, Neri, Dir. Angelo Questa - Torino RAI 1956

- Giacomo Puccini, Tosca - Olivero, Fernandi, Colombo, Dir. Emidio Tieri - Milano RAI 1957

- Riccardo Zandonai, Francesca da Rimini - Olivero, Del Monaco, Dir. Gianadrea Gavazzeni - Milano Teatro alla Scala 1959

- Francesco Cilea, Adriana Lecouvreur - Olivero, Corelli, Bastianini, Simionato, Dir. Mario Rossi - Napoli 1959

- Giacomo Puccini, Madama Butterfly - Olivero, Cioni, Zanasi -Dir Nicola Rescigno Napoli 1961

- Jules Massenet, Werther - Olivero, Lazzari, Panni, Dir. Mario Rossi - Torino RAI 1963

- Pietro Mascagni, Iris - Olivero, Ottolini, Capecchi, Clabassi, Dir. Fulvio Vernizzi - Ámsterdam 1963

- Arrigo Boito, Mefistofele - Siepi, Olivero, Labò, Orlandi Malaspina - Dir. Francesco Molinari Pradelli - Río de Janeiro, 1964

- Giacomo Puccini, Manon Lescaut - Olivero, Borsò, Lidonni, Foiani, Dir. Fulvio Vernizzi - Ámsterdam 1964

- Giacomo Puccini, La Fanciulla del West - Olivero, Limarilli, Puglisi, Dir. Arturo Basile - Trieste 1965

- Francesco Cilea, Adriana Lecouvreur - Olivero, Oncina, Rota, Basiola, Dir. De Fabritiis - Milano RAI 1965

- Giacomo Puccini, La Fanciulla del West - Olivero, Barioni, Guelfi, Dir. Oliviero de Fabritiis - Venezia La Fenice 1967

- Luigi Cherubini, Medea - Olivero, Prevedi, Sciutti, Casoni - Dir Nicola Rescigno - Dallas 1967

- Umberto Giordano, Fedora - Olivero, Di Stefano, Mazzini, Clabassi, Dir. Napoleone Annovazzi - Lucca 1969

- Ermanno Wolf-Ferrari, I quatro rusteghi - Olivero, Rossi-Lemeni, Barbieri, Lazzari - Dir. Ettore Gracis - Torino 1969

- Giacomo Puccini, Il tabarro - Olivero, Bottion, Fioravanti - Dir. Delogu - Firenze 1970

- Giacomo Puccini, Manon Lescaut - Olivero, Domingo - Dir. Nello Santi - Arena di Verona 1970

- Franco Alfano, Risurrezione - Olivero, Gismondo, Boyer, Di Stasio - Dir. Boncompagni - RAI Torino 1971

- Arrigo Boito, Mefistofele - Siepi, Olivero, Merighi - Dir. Nello Santi - Macerata 1972

- Giacomo Puccini, Manon Lescaut - Olivero, Tucker, Sardinero, Dir. Veltri - Caracas 1972

- Alfredo Catalani, La Wally - Olivero, Zambon, Carroli, Dir. Scaglia - Bergamo 1972

- Giacomo Puccini, Tosca - Olivero, Giacomini, Protti - Faenza, 9 de marzo de 1972, Dir. Ino Savini

- Francesco Cilea, Adriana Lecouvreur - Olivero, Domingo, Nave, Sordello - Dir Alfredo Silipigni - Newark 1973

- Leóš Janáček, Jenufa - Bumbry, Olivero - Dir. Semkov - Teatro alla Scala 1974

- Giacomo Puccini, Tosca - Olivero, King, Wixell - Dir Jan Behr Metropolitan Opera House New York 1975

- Nino Rota, Il Cappello di paglia di Firenze - Olivero, Giménez, Devia - Bruxelles 1976

- Gottfried von Einem, Der Besuch der Alten Dame - Olivero, Cesari, Tajuti - Dir. Ettore Gracis Teatro di San Carlo - Napoli 1977

- Giacomo Puccini, Tosca - Olivero, Pavarotti, Mac Neil, Dir. James Conlon - USA 1979

## Reconocimientos
- Comendador de la Orden al Mérito de la República Italiana, en 1992.
- Ciudadana honoraria de la ciudad de Palmi - cinta para uniforme ordinario, 16 de abril de 1994.
- Ciudadana honoraria de la ciudad de Reggio Emilia - cinta para uniforme.
- Ciudadana honoraria de la ciudad de Saluzzo - cinta para uniforme.
- Premio Presidente de la República 2008.[3]
- Ambrosino de oro, 2008.[4]